# Тарквиции
Тарквициите (gens Tarquitia) са фамилия от Древен Рим.
Известни с това име:
- Луций Тарквиций Флак, magister equitum 458 пр.н.е. при диктатор Луций Квинкций Цинцинат
- Тарквиций Приск, легат 52/53 г. в Африка при проконсул Тит Статилий Тавър, проконсул на Витиния 59-61 г. [1]
- Квинт Манлий Анкхарий Тарквиций Сатурнин, суфектконсул 62 г.
- Гай Тарквиций, магистър на Монетния двор 82 или 81 г.
- Квинт Тарквиций Катул, легат в Colonia Claudia Ara Agrippinensium или CCAA, (Кьолн)
- Тарквиций Приск, писател